# إبراهيم زكي خورشيد
إبراهيم زكي خورشيد (1909 - 1987) هو أديب ومترجم مصري.

## حياته ونشاته
ولد إبراهيم زكي خورشيد سنة 1909، تخرج في كلية الآداب جامعة القاهرة قسم التاريخ سنة 1931، توفي سنة 1987 بحي عابدين.

## مسيرته
- عمل خورشيد في وظائف ثقافية متعددة، واختير مبكرا مديرا لإدارة الترجمة بوزارة المعارف، كما اختير مراقبا للشئون الخارجية في مصلحة الاستعلامات، ثم أصبح مديرا عاما للثقافة في وزارة الثقافة منذ عام 1960 و بقرار من الرئيس جمال عبد الناصر ، و اختير رئيسا لمجلس إدارة الدار المصرية للتأليف والترجمة ،المسيطر علي منشورات  الهيئة المصرية العامة للكتاب حين تأسست بضم ثلاثة كيانات هي : الدار المصرية للتأليف والترجمة مع دار الكاتب العربي والدار القومية.[4]

- بعد تقاعده مستشارا للنشر في دار المعارف في عصرها الذهبي.  كما تولي من قبل الإشراف علي إصدار سلاسل كتب جيدة في التراث، والمسرح، والموسيقي، والنقد، وظل علي الدوام منفتحا علي الاتجاهات الثقافية بطيفها الواسع، و كان له فضل كبير في سلسلة تراث الإنسانية التي صدرت في مجلدات كبيرة ، ثم اعتمدت عليها مكتبة الأسرة في أول عهدها فأصدرتها في كتب صغيرة الحجم ، يضم كل كتاب منها فصلا مما صدر في مجلدات تراث الإنسانية .[5]

- عضوا في لجنة ترجمة ومراجعة مسرحيات شكسبير في الإدارة الثقافية لجامعة الدول العربية التي رأسها الدكتور طه حسين.[6]

- استعانت المؤسسات الجامعية والأكاديمية بخبراتها فدرس وحاضر في معهد التربية العالي، وفي كليتي الآداب بجامعتي عين شمس والقاهرة، وفي معهدي الدراسات المسرحية، والتذوق الفني.

- يعود الفضل في صدور سلسلة «كتابك» عن دار المعارف، وقد عبرفي كلمته التي قدم بها هذه السلسلة عن نظريته التي كان يلح عليها في دعم الدولة للكتاب على نحو ما تدعم رغيف الخبز.[7]

- كان صاحب اللفتة المهمة في اختيار كتاب ذي قيمة مرموقة ليكون الكتاب الأول في السلسلة الجديدة أو عند إعادة إصدار السلسلة ، وبهذا المنطق فقد اختار أن تبدأ سلسلة كتابك  بكتاب للأستاذ توفيق الحكيم،

- وضع الأستاذ إبراهيم زكي خورشيد كتبا تنظيرية مهمة عن وجهات نظره وخبراته في النشر منها كتابه: «ثقافة وكتاب» (1981).[8]

### جهوده في الترجمة
- واصل خورشيد اهتمامه بالأدب العالمي وترجمته، وترجم «القوزاق» لتولستوي، وراجع ترجمة الدكتور مختار الوكيل لمسرحية شكسبير على هواك ، كما راجع ترجمة أعمال أدبية أخرى ، كما يذكر له أنه  ترجم «أطلس التاريخ الإسلامي»، وراجعه الأستاذ محمد مصطفي، وقدم له  الدكتور محمد عوض محمد، و«الانتصار علي الشدائد»، وهو مجموعة مقالات جمعها دونالد آدامز، وترجم أيضا «القارة البيضاء.. أرض المغامرات: قصة القارة المتجمدة الجنوبية» (1959)، وترجم «الماضي يبدأ حيا» (1953)، وترجم «قصة الجنس البشري» بالاشتراك مع زميله أحمد الششتناوي (1957).[9]
- وضع الأستاذ إبراهيم زكي خورشيد كتابا مهما عن خبراته في الترجمة: و«الترجمة ومشكلاتها» (1985).[10]